# Saint-Julien (Hérault)
Saint-Julien is een gemeente in het Franse departement Hérault (regio Occitanie) en telt 191 inwoners (1999). De plaats maakt deel uit van het arrondissement Béziers.

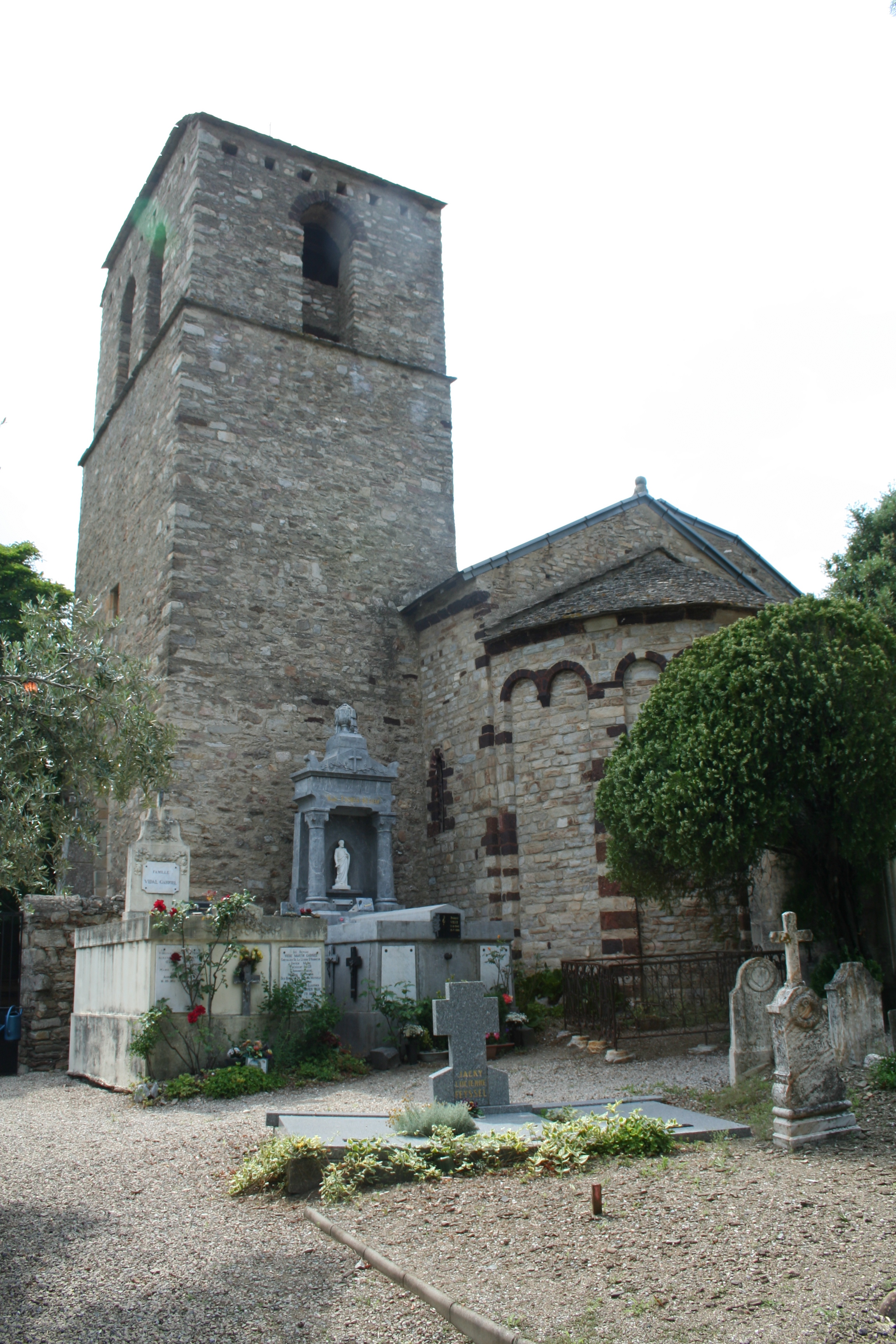
Priorij van Saint-Julien
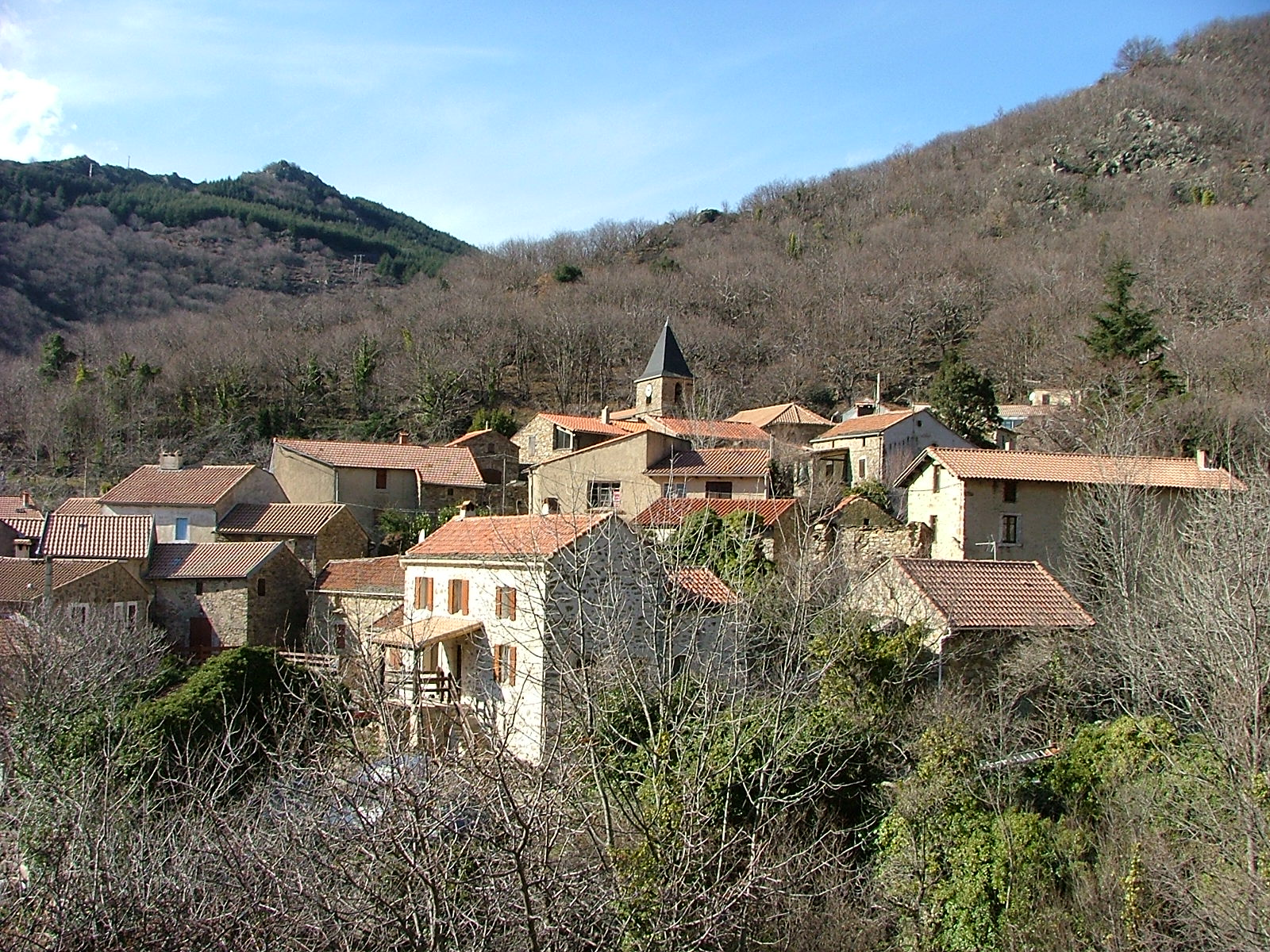
Mauroul

## Geografie
De oppervlakte van Saint-Julien bedraagt 19,2 km², de bevolkingsdichtheid is 9,9 inwoners per km².
De onderstaande kaart toont de ligging van Saint-Julien (Hérault) met de belangrijkste infrastructuur en aangrenzende gemeenten.

## Demografie
Onderstaande figuur toont het verloop van het inwonertal (bron: INSEE-tellingen).